# Пронева
Пронева — деревня в Кудымкарском районе Пермского края. Входит в состав Егвинского сельского поселения. Располагается северо-восточнее от города Кудымкара. Расстояние до районного центра составляет 14 км. По данным Всероссийской переписи населения 2010 года, в деревне проживало 35 человек (16 мужчин и 19 женщин).

## История
По данным на 1 июля 1963 года, в деревне проживало 94 человека. Населённый пункт входил в состав Егвинского сельсовета.